# Pseudolella bengalensis
Pseudolella bengalensis (syn. Pseudolelloides bengalensis) is een rondwormensoort uit de familie van de Axonolaimidae. De wetenschappelijke naam van de soort is voor het eerst geldig gepubliceerd in 1957 door Timm.